# Буфер (інформатика)
Бу́фер (англ. buffer) — в інформатиці — це область пам'яті, яка використовується для тимчасового зберігання даних при введенні або виведенні. Обмін даними (введення і виведення) може відбуватися як із зовнішніми пристроями, так і з процесами в межах комп'ютера. Буфери можуть бути реалізовані в апаратному або  програмному забезпеченні, але переважна більшість буферів реалізується в програмному забезпеченні. Буфери використовуються коли існує різниця між швидкістю отримання даних і швидкістю їх обробки, або у випадку коли ці швидкості змінні, наприклад, при буферизації друку.

## Буфер і кеш
Термін «буфер» інколи плутають з іншим терміном — «кеш».
Ці терміни не є несумісними, і їх функції часто змішуються, але існує різниця в їх призначенні. Буфер — тимчасове сховище, де провадиться обробка блоків даних. Він часто використовується в об'єднанні з введенням-виведенням на апаратні пристрої, такі як драйвери дисків, посилання або отримання інформації через мережу, або програвання звуку. Використання буфера приносить користь навіть якщо дані пишуться в буфер і читаються з нього одноразово.
Натомість, використання кешу передбачає, що дані будуть читатися з кешу частіше ніж записуватись. Його призначення — зменшити кількість запитів до  пристрою запам'ятовування, а не зробити ці запити ефективнішими.